# Kristina Hölscher
Kristina Hölscher (* 9. März 1989 in Lüdenscheid) war eine deutsche Fußballspielerin. Die Abwehrspielerin spielte zuletzt beim Regionalligisten GSV Moers.

## Karriere
Hölscher begann ihre Laufbahn 1995 in Grünenbaum. Nach einem Umzug nach Petershagen-Lahde 1999 setzte sie ihre Karriere im nahen Wasserstraße fort. Seit 2002 spielte sie beim Herforder SV.
2008 stieg sie mit Herford in die Bundesliga auf und kam am 1. Spieltag zu ihrem ersten Bundesligaeinsatz. In der Saison 2009/2010 spielte sie zunächst in der zweiten Mannschaft der Herforder SV. Nach der Winterpause wurde sie auch für die erste Mannschaft gemeldet, dort jedoch nicht mehr eingesetzt.
2011 zog Hölscher wegen ihres Studiums nach Duisburg und spielte für den GSV Moers, mit dem sie zum Ende ihrer Karriere 2019 den Wiederaufstieg in die Regionalliga West schaffte.

## Erfolge
- Aufstieg in die Bundesliga 2008 und 2010